# Vít Jedlička
Vít Jedlička (pronuncia: ˈviːt ˈjɛdlɪtʃka; Hradec Králové, 6 settembre 1983) è un politico, attivista ed economista ceco.
È stato presidente del Partito dei Liberi Cittadini nella regione di Hradec Králové, fondatore e presidente dell'associazione di volontariato ceca, Reformy.cz. Il 13 aprile 2015, ha fondato una cosiddetta micronazione libertaria, chiamata Repubblica Libera di Liberland, della quale è diventato il primo presidente.

## Biografia
Nel 2008 ha conseguito una laurea in relazioni e affari internazionali presso l'Università di economia di Praga, mentre nel 2014 una laurea magistrale in scienze politiche presso l'Istituto CEVRO.

### Vita privata
Il padre di Jedlička venne rimosso dal suo lavoro presso l'Istituto di Peso e Misure di Praga dopo aver rifiutato l'adesione al Partito comunista cecoslovacco, all'epoca unico partito legale, per cui venne costretto a lavorare come meccanico. Durante la crisi finanziaria ceca del 1997, la sua famiglia si ritrovò quasi in bancarotta, a causa dell'aumento dei tassi di interesse del 25% imposto dalla banca centrale ceca. Dopo un breve lavoro nel ramo investimenti e gestione e analisi finanziaria, dal 2006 al 2009 divenne amministratore delegato della HKfree.net, una rete civica e un servizio Internet nella sua città natale di Hradec Králové. Dal 2009 al 2014 Jedlička divenne presidente regionale del Partito dei Liberi Cittadini. Nel 2011, ha co-fondato Reformy.cz, un servizio di notizie della comunità di stampo libertario, della quale è diventato presidente.

### Politica
Dal 2001 è membro del Partito Democratico Civico, dal 2009 del Partito dei Liberi Cittadini. Sempre nel 2009 venne eletto primo presidente regionale nella Regione di Hradec Králové del Partito dei Liberi Cittadini.

### Ideologia
Jedlička si considera un libertariano con visioni liberali sulla libertà individuale e la minima intrusione possibile da parte dello Stato. Dal 2015 partecipa al Property and Freedom Society essendo le sue opinioni molto simili al politico americano Ron Paul. Si è descritto come un anarco-capitalista influenzato dall'economista e saggista francese, Bastiat. Si considera un euroscettico, facendo notare la differenza tra il mercato libero e il mercato interno europeo. Secondo la sua opinione è presente un deficit democratico nelle istituzioni dell'UE, istituzioni all'interno delle quali avvengono violazioni delle regole morali di base da parte delle istituzioni stesse e degli Stati membri dell'UE. Jedlička ha descritto il meccanismo europeo di stabilità come un protettorato. Si oppone al socialismo.

### Liberland
Il 13 aprile 2015 ha proclamato la Repubblica Libera di Liberland su quello che considera un lotto di terreno non reclamato (terra nullius) noto come Gornja Siga tra Serbia e Croazia. Il Comitato Preparatorio nominato da Jedlička lo ha eletto presidente lo stesso giorno. Non appena ritenuto opportuno dal governo provvisorio, verrà eletta un'assemblea.
Il 21 e 22 settembre 2023, la polizia croata ha effettuato una serie di operazioni di demolizione degli edifici presenti nel territorio di Gornja Siga. La dissoluzione della micronazione, per il governo croato, è de facto, ma de jure è ancora in vigore la costituzione del Liberland.
Il presidente Jedlička ha invitato gli ambasciatori del Liberland a segnalare l'accaduto e a reclamare il territorio come Stato sovrano secondo i criteri della Convenzione di Montevideo del 1933.